# نبرد خلیج شهبانو آوگوستا
نبرد خلیج شهبانو آوگوستا نبردی دریایی بود در جنگ اقیانوس آرام در جنگ جهانی دوم بود که میان امپراتوری ژاپن و ایالات متحده آمریکا درگرفت. این نبرد در یکم و دوم نوامبر ۱۹۴۳ میلادی در خلیج شهبانو آوگوستا در استان خودمختار بوگاینویل در پاپوآ گینه نو رخ‌داد و به پیروزی قاطع آمریکایی‌ها انجامید.